# Patate douce rôtie
Les patates douces rôties sont un mets de la cuisine de rue apprécié en hiver en Asie de l'Est.

## Chine
En Chine, les patates douces à chair jaune sont rôties dans un grand tambour de fer et vendues dans la rue en hiver. On les appelle kǎo-báishǔ (烤白薯 ; « patates douces rôties ») dans la Chine du Nord, haau faan syu (烤番薯) dans les régions de parler cantonais et kǎo-dìguā (烤地瓜 ; « patates douces rôties ») à Taïwan, comme le nom des patates douces elles-mêmes varient selon les États et les régions sinophones.

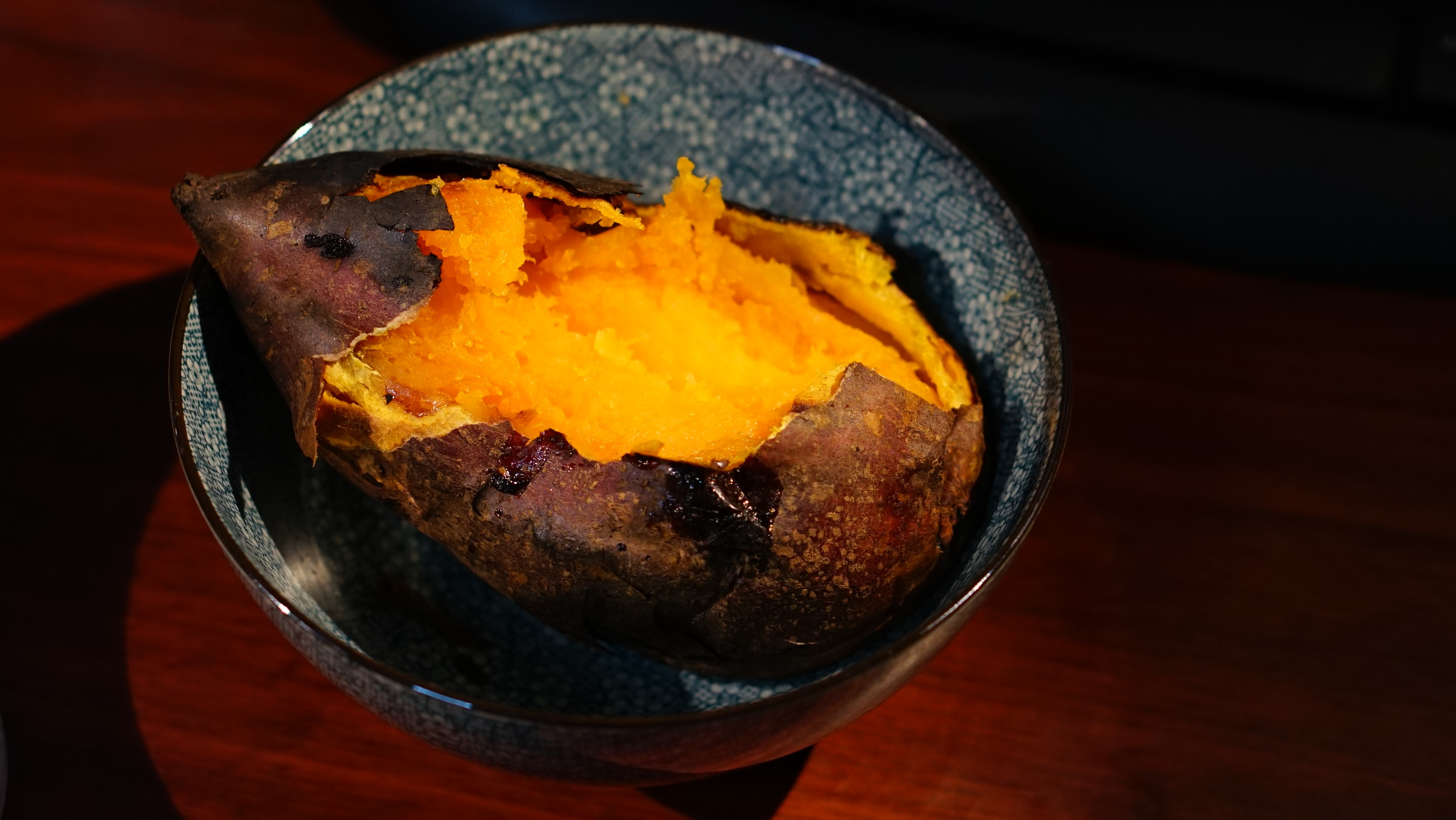
Patates douces rôties de Chine.
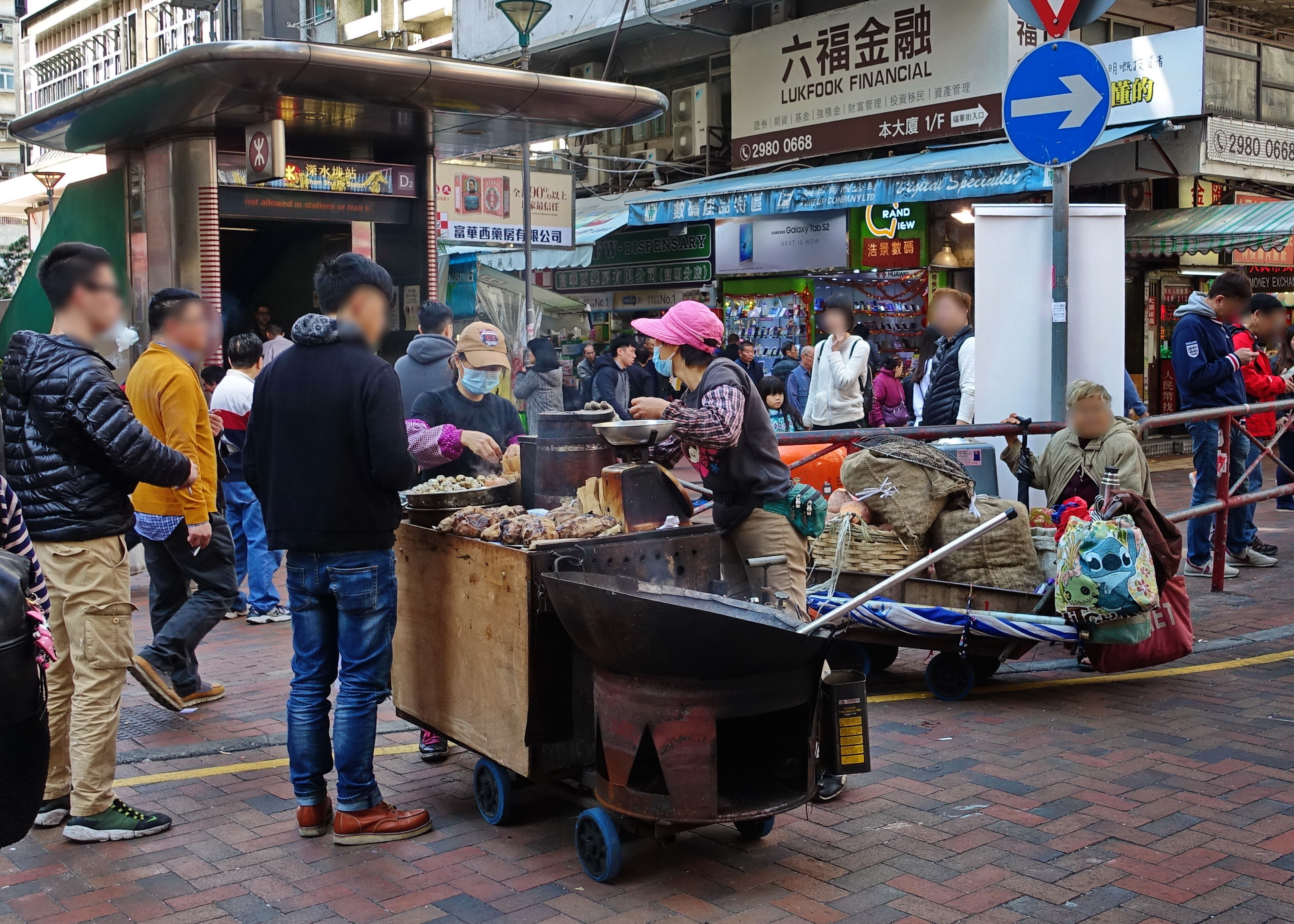
Vendeur de patates douces rôties à Hong Kong.

## Corée
Les patates douces rôties dans des fûts métalliques, appelées gun-goguma (군고구마; « patates douces rôties »), sont également populaires en Corée du Nord  et en Corée du Sud,. Cet aliment est vendu de la fin de l'automne à l'hiver par des vendeurs qui portent un ouchanka, couvre-chef parfois appelé « chapeau de vendeur de patates douces rôties » ou « chapeau de vendeur de marrons grillés ». Bien que l'on puisse faire rôtir tout type de goguma (patate douce), des variétés plus tendres et aqueuses, telles que les hobak-goguma (patate douce citrouille) sont préférées aux variétés plus fermes et farineuses, telles que les bam-goguma (patate douce châtaigne) pour rôtir.
En Corée du Sud, les patates douces rôties sont séchées pour préparer le gun-goguma-mallaengi (군고구마 말랭이), et congelées pour faire de la glace au gun-goguma (아이스 군고구마).
Bien que le gun-goguma ait toujours été un aliment d'hiver, les crèmes glacées et smoothies au gun-goguma sont actuellement appréciés en été.

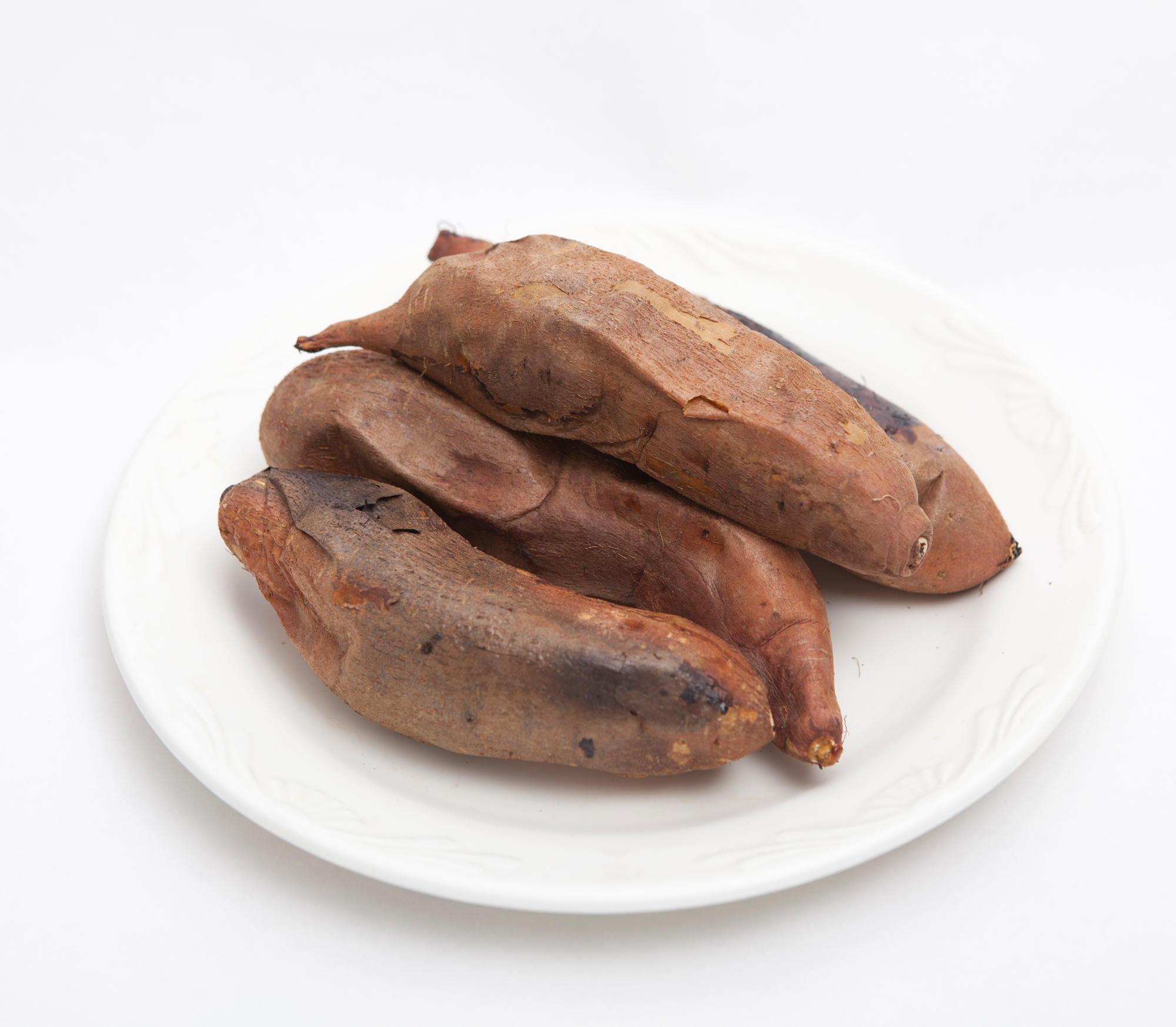
Gun-goguma.
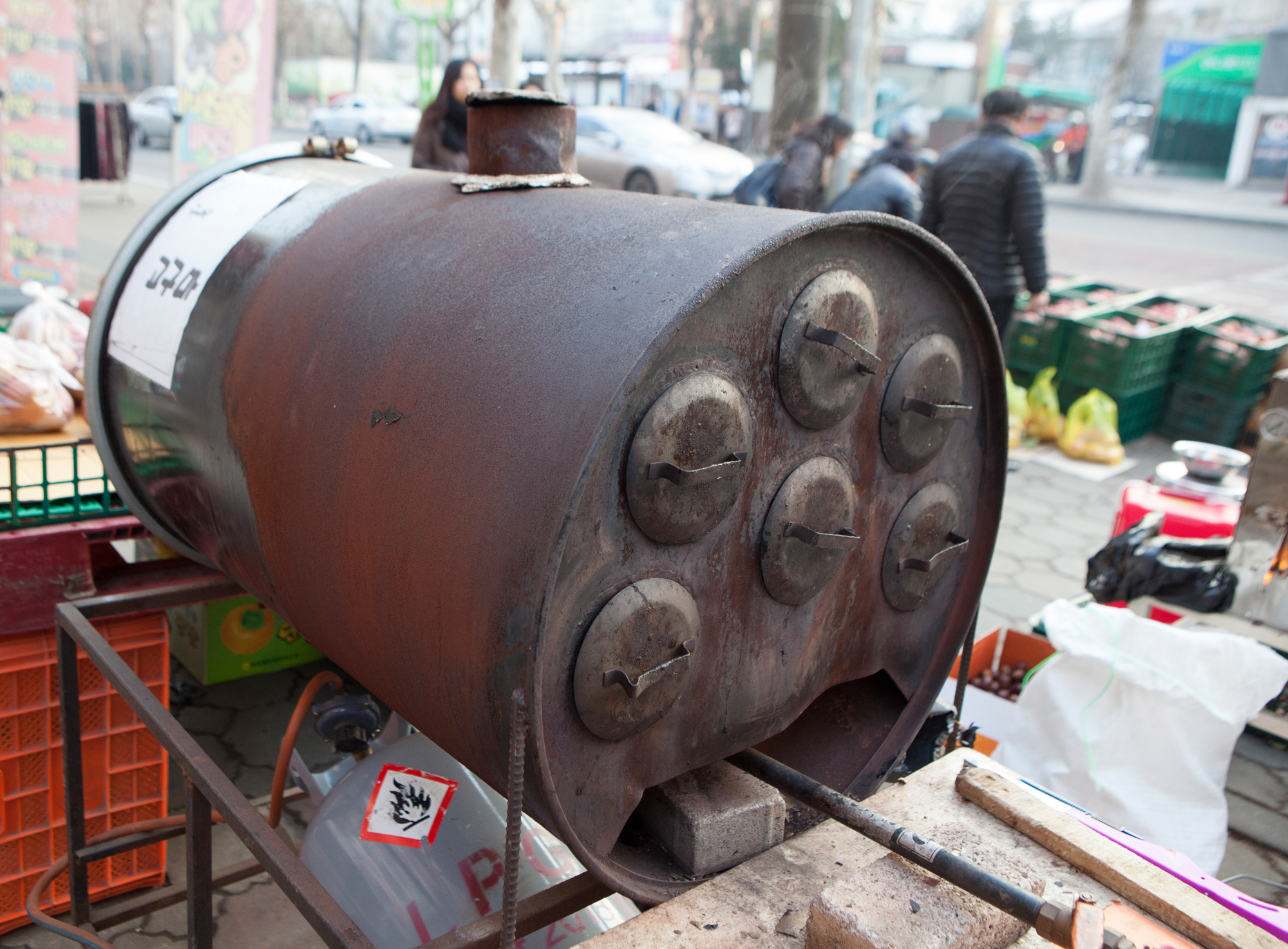
Fût typique à gun-goguma en Corée.
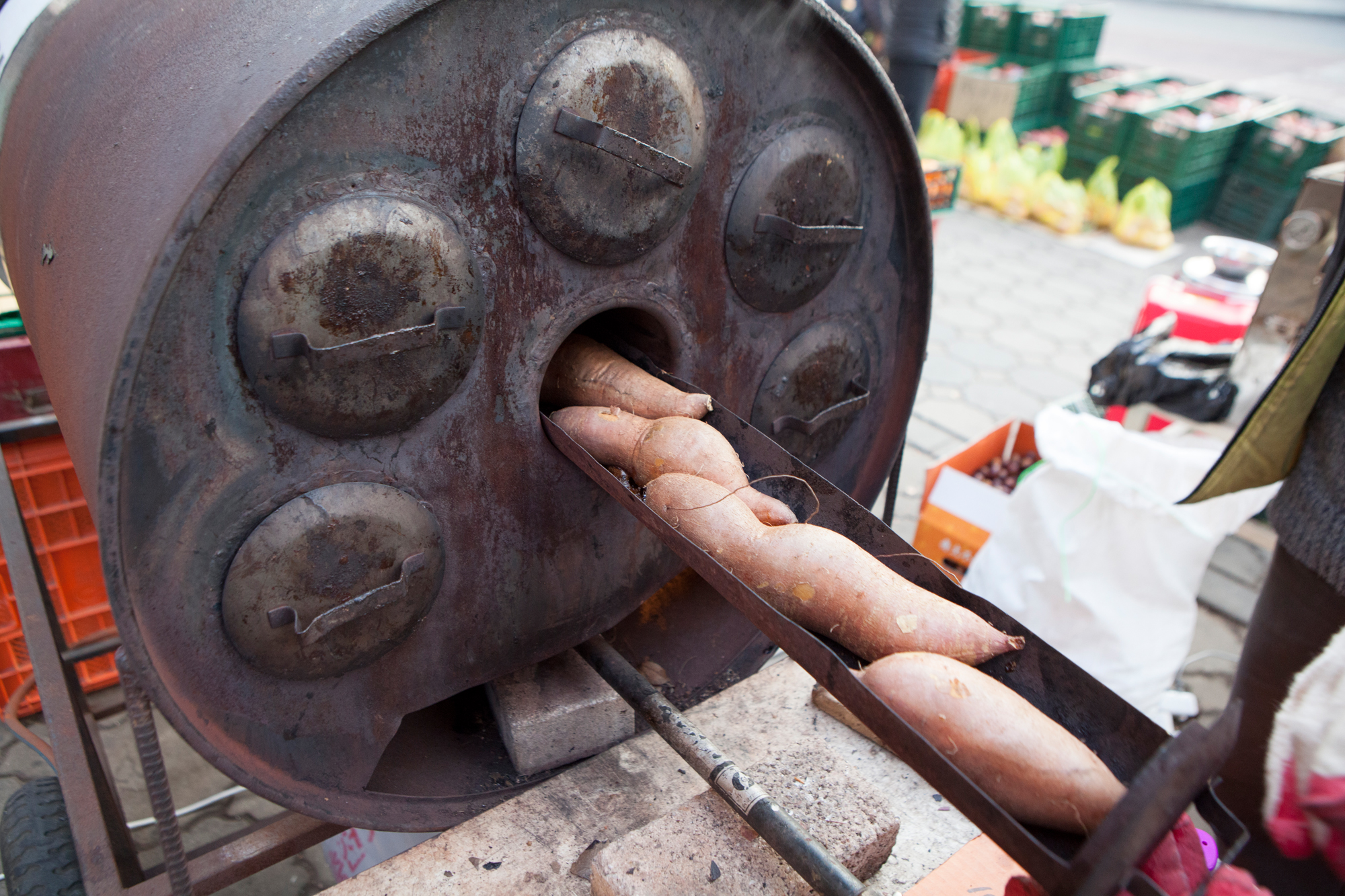
Rôtissage des goguma dans un fût.
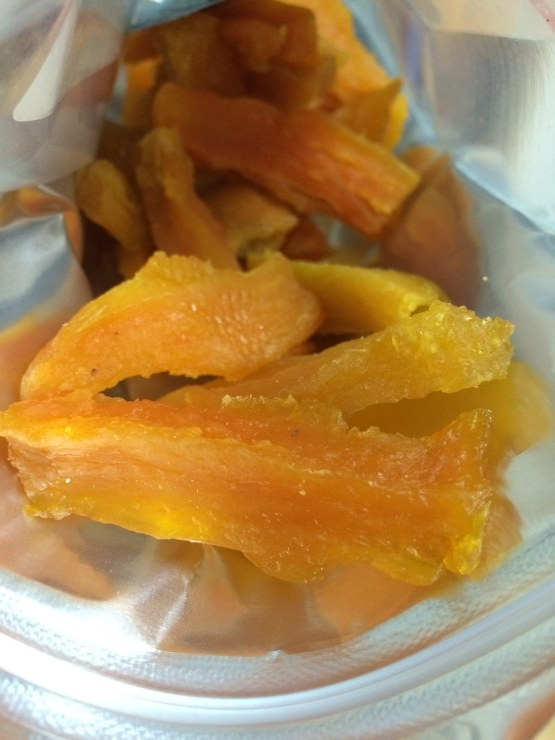
Gun-goguma-mallaengi (patates douces rôties semi-séchées) à grignoter.

## Japon
Au Japon, un mets similaire de la cuisine de rue est le ishiyaki-imo (石焼き芋; « patates douces rôties sur des pierres chaudes ») et vendu dans des camions-restaurants pendant l'hiver.

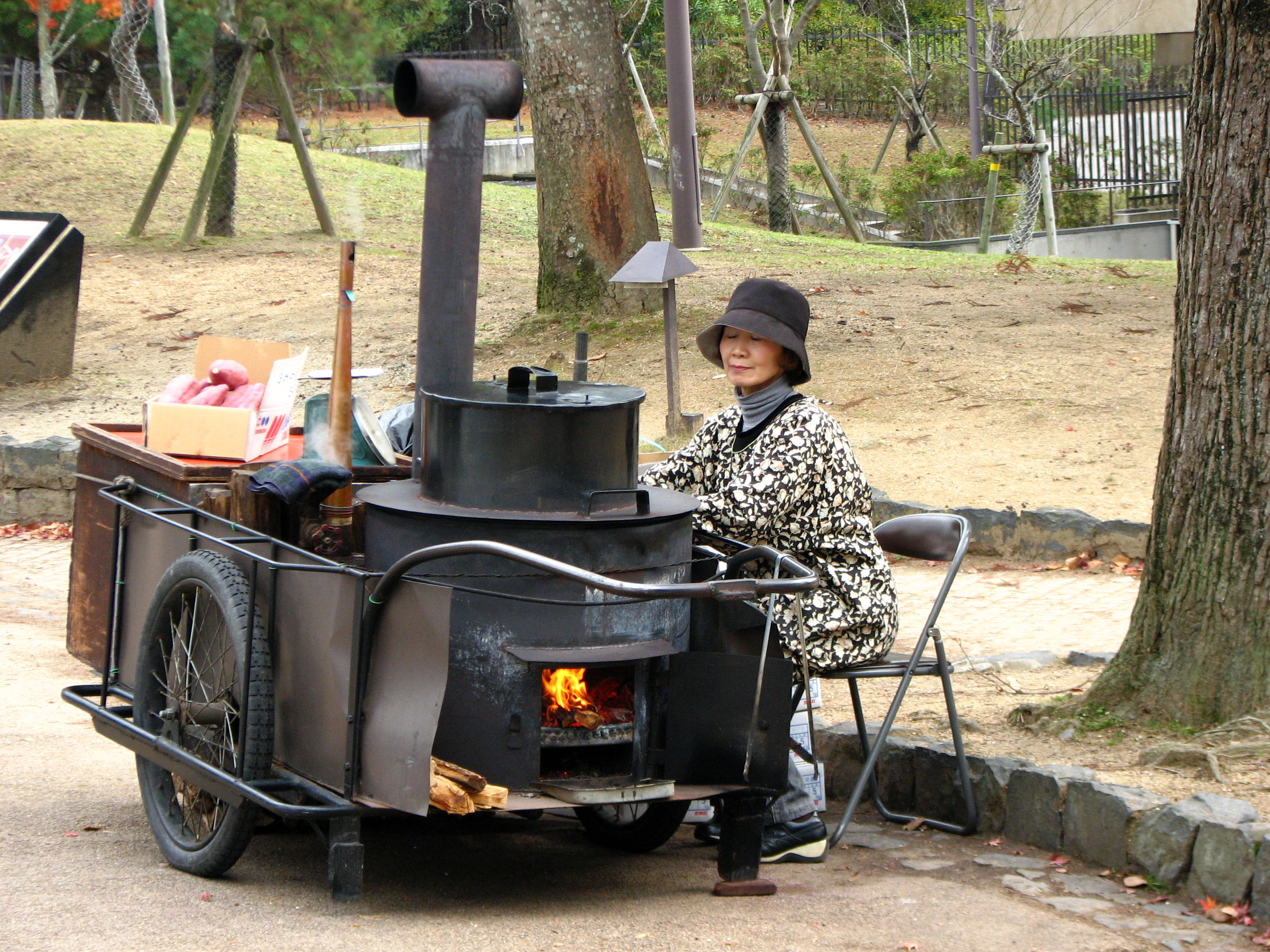
Vendeur de yaki-imo à Nara (Japon).

## Vietnam
Les patates douces rôties (khoai lang nướng) sont également un aliment de rue populaire à Hanoï et dans le nord du Vietnam en hiver.